# كابيتين b
كوكب كابيتين بي Kapteyn b

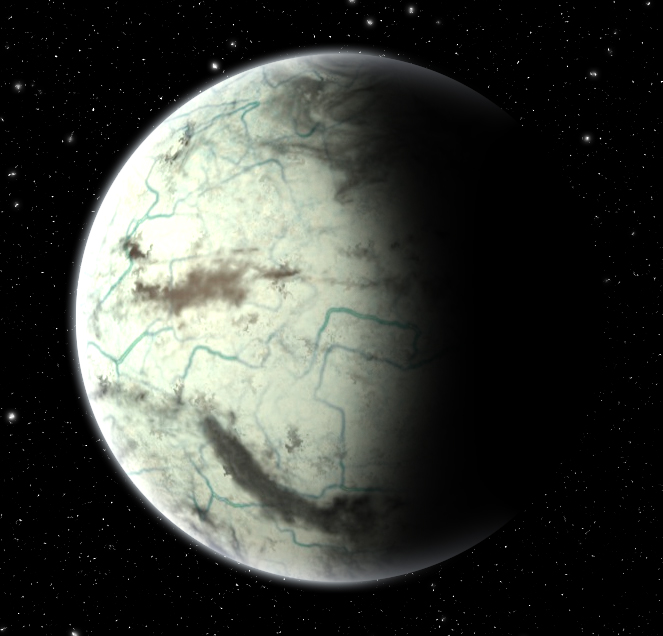
شكل خيالي لهذا الكوكب

وهو كوكب خارج كواكب المجموعة الشمسية، يدور حول قزم أحمر يعرف بـ «كابيتين». ويقع هذا الكوكب على بعد 8 و12 سنة ضوئية عن الأرض؛ ويقع في منطقة صالحة للسكن، أي يقع على بعد مناسب من القزم الأحمر بحيث تكون درجة حرارته مناسبة لوجود حياة. ويقدر عمر النظام بنحو 5 و11 مليار سنة، فهو أقدم من تكوّن النظام الشمسي بزمن سحيق.

## الاكتشاف
تم اكتشاقق الكوكب لأول مرة بواسطة مرصد الجنوبي الاوربي يدعى بمرصد لاسيلا ولمزيد من التأكد من وجود هذا الكوكب قام مرصد كيك في هاواي باكتشافه لهذا الكوكب.

## كواكب مجاورة لهذا الكوكب
لقد تم اكتشاف كوكب آخر يقع نفس المنظومة الشمسية لهذا الكوكب هو kapteyn c.

## روابط خارجية
- NASA – Kapteyn b at أرشيف ناسا لكوكب خارج المجموعة الشمسية.
- NASA – Kapteyn b at موسوعة كواكب خارج المجموعة الشمسية.
- Habitable Exolanets Catalog at UPR-Arecibo.

## اقرأ أيضًا
- كوكب LkCa 15b
- كوكب كبلر 62 اف
- كوروت-7ب
- نجم قزم أحمر
- مجرة درب التبانة